# فايكينج بريس
فايكينج بريس هي دار نشر أمريكية تأسست في 1 مارس 1925 ويقع مقرها الرئيسي في مدينة نيويورك.